# Georges Diebolt
Pour les articles homonymes, voir Diebolt.
Georges Diebolt, né à Dijon le 6 mai 1816 et mort à Paris le 7 novembre 1861, est un sculpteur français.
Il est notamment l'auteur du Zouave du pont de l'Alma, à Paris.

## Biographie
Georges Diebolt est né à Dijon, rue Portelle, le 6 mai 1816. Il est le fils de l'ébéniste André Diebolt et de Suzanne Ponsard son épouse.
Georges Diebolt est formé à l'École des beaux-arts de Paris et obtient le premier prix de Rome en sculpture pour son bas-relief La Mort de Démosthène en 1841 avant de séjourner à la villa Médicis à Rome. Il envoie La Villanelle au Salon de 1848 où elle est remarquée par Théophile Gautier qui la décrit ainsi : « Une tête charmante et devant laquelle tout autre qu'un critique forcé de jeter au moins un coup d'œil à cinq mille objets d'art resterait en contemplation des heures entières, c'est la Villanelle de M. Diébolt. Il est impossible de voir un profil plus fin, plus pur, plus régulier, une sérénité plus candide et plus douce. La coiffure est ajustée avec une grâce parfaite et encadre à merveille la coupe du front ». 
Il bénéficie des commandes publiques d'œuvres monumentales sous le Second Empire et reçoit la Légion d'honneur.
Il est enterré à Paris au cimetière du Montparnasse.

## Œuvres
Il traite aussi bien des sujets religieux comme Saint-Jean l'Évangéliste érigé au premier étage de la tour Saint-Jacques à Paris, dont la restauration a été reprise à partir de 1852, ou des sujets contemporains comme La Victoire maritime ornant la face avale du pont des Invalides en 1854.
Il réalise des œuvres pour des fontaines publiques comme à Nîmes avec James Pradier, et participe aux décorations des aménagements du palais du Louvre inaugurés par Napoléon III en 1857. On lui doit également les deux groupes de putti qui surplombaient le Palais de l'Industrie construit pour l'Exposition universelle de 1855 qui ont été remontées dans le parc de Saint-Cloud après sa démolition.
Il est l'auteur du groupe en marbre d'inspiration romantique Héro et Léandre (1861) conservé dans la grande galerie XIXe siècle du musée d'art Roger-Quilliot à Clermont-Ferrand,.
C'est pour sa participation à la décoration du pont de l'Alma à Paris qu'il passe à la postérité en sculptant deux des statues de soldats commandées pour rendre hommage à l'armée de la Guerre de Crimée (1854-1855), le Zouave et le Grenadier, inaugurées le 15 août 1858.
Ces œuvres monumentales ont été retirées lors de la réfection du pont en 1963 et réaffectées. Le Zouave de Diebolt a été ré-érigé près de la berge droite de la Seine sur pont de l'Alma modernisé et continue à servir de repère pour les crues du fleuve.
Le Grenadier a été transféré à Dijon, ville natale de Georges Diebolt, et installé en bordure du lac Kir en 1970, sur la route de Paris.

Œuvres de Georges Diebolt
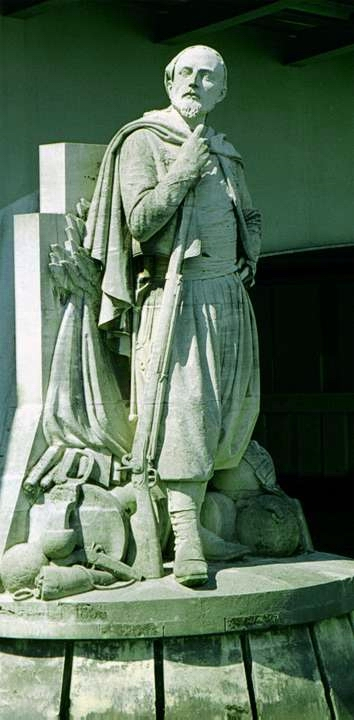
Zouave du pont de l'Alma à Paris.
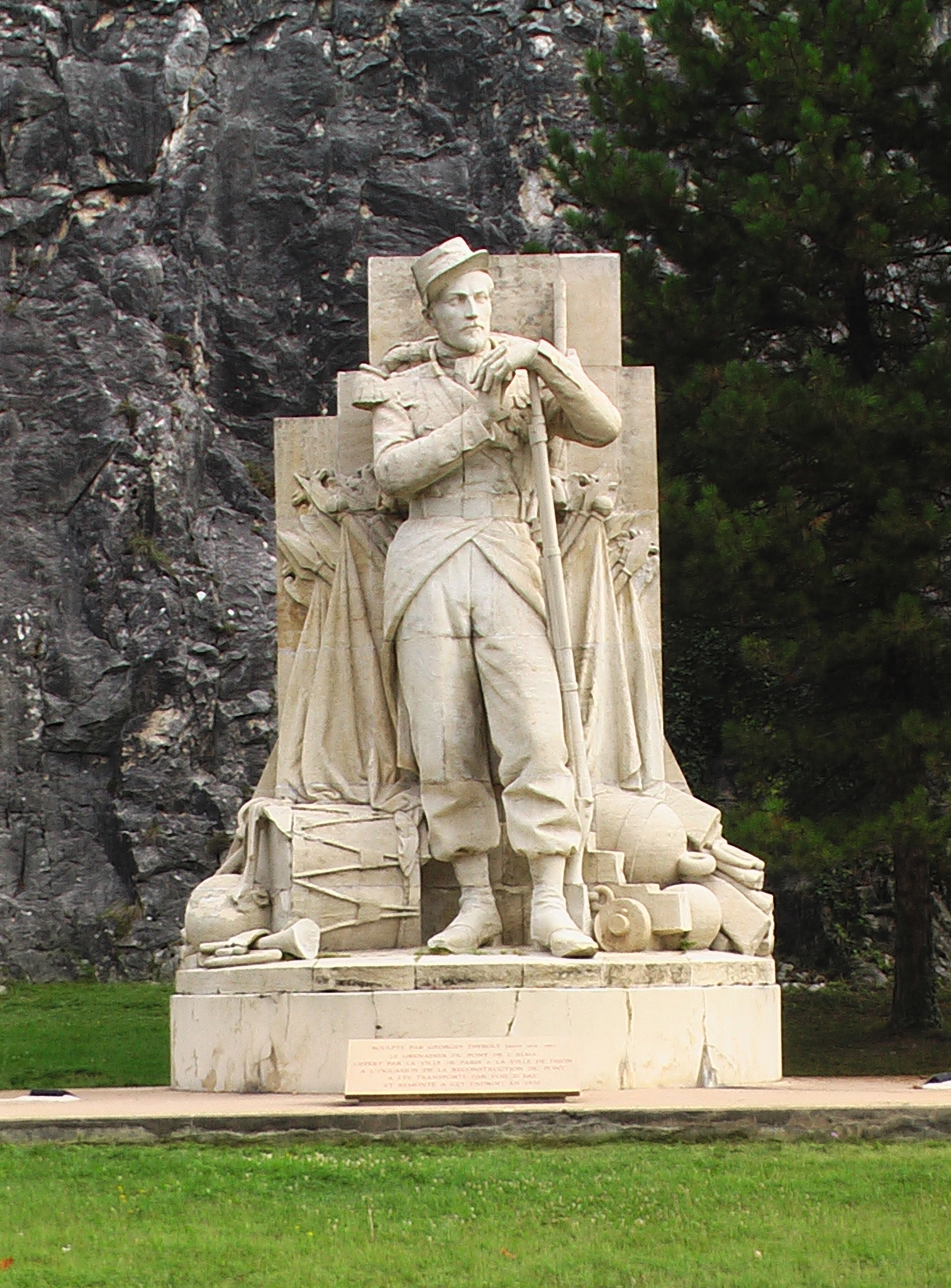
Grenadier du pont de l'Alma, transféré à Dijon.
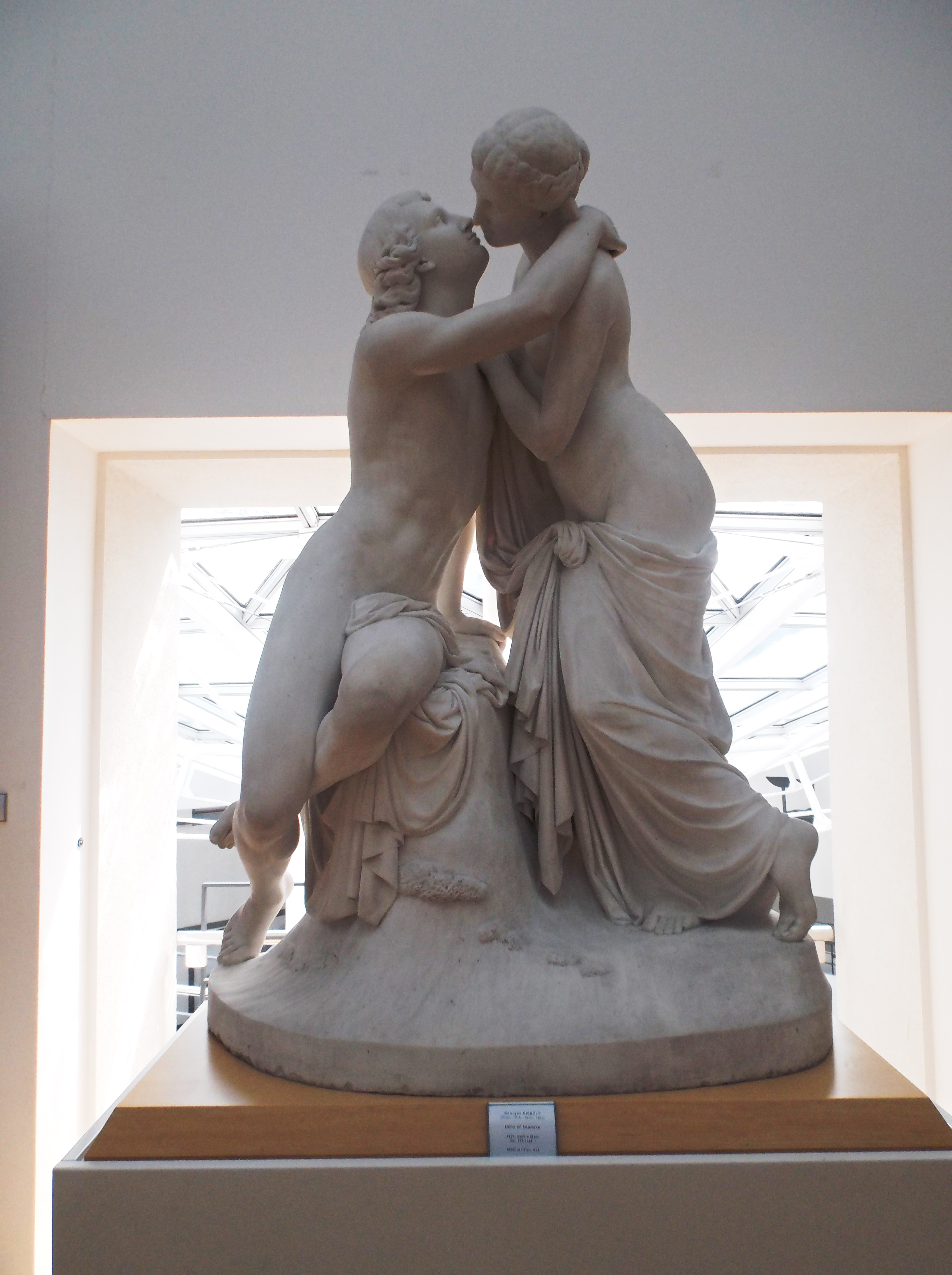
Héro et Léandre (1861), Clermont-Ferrand, musée d'Art Roger-Quilliot.